# WXV 2024
Navigation
2023
Le WXV 2024 est la deuxième édition du WXV, compétition internationale féminine de rugby à XV. Elle se déroule à l'automne, en trois poules de niveaux décroissants. La compétition est qualificative pour la Coupe du monde 2025. L'Angleterre, l'Australie et l'Espagne remportent le tournoi dans leur poule respective.

## Format
La compétition est divisée en trois niveaux hiérarchiques fonctionnant sur le même format : six équipes réparties en deux poules. Les équipes de chaque poule affrontent celles de l'autre poule sur un match sec.
Les promotions et relégations sont gelées jusqu'à ce que la compétition soit révisée (et donc peut-être modifiée) après la Coupe du monde.
Le WXV 1 est disputée au Canada, le WXV 2 est joué en Afrique du Sud, le WXV 3 est organisé aux Émirats arabes unis, à Dubaï.
Les six équipes les mieux classées (qui ne soient pas encore qualifiées via leur compétition régionale) se qualifient pour la Coupe du monde 2025 : en pratique, les nations disputant les WXV 1 et 2 sont qualifiées, ainsi que les deux meilleures équipes jouant le WXV 3 (hors Fidji).

## Qualifications

### Format de qualifications
Participent au WXV 1 :
- les trois équipes les mieux classées du Tournoi des Six Nations 2024 ;
- les trois équipes les mieux classées de la Pacific Four Series 2024.

Participent au WXV 2 :
- le 4e et le 5e du Tournoi des Six Nations 2024 ;
- le pays vainqueur du barrage entre le 6e du Tournoi des Six Nations 2024 et le champion d'Europe 2024 ;
- le 4e de la Pacific Four Series 2024 ;
- le champion d'Afrique 2024 ;
- le champion d'Asie 2024.

Participent au WXV 3 :
- le perdant du barrage entre le 6e du Tournoi des Six Nations 2024 et le champion d'Europe 2024 ;
- le vice-champion d'Asie 2024 ;
- le vice-champion d'Afrique 2024 ;
- les deux premiers du championnat d'Océanie 2024 ;
- le vainqueur du barrage entre la Colombie et les Pays-Bas.

### Matchs de qualification
Les Pays-Bas sont qualifiés pour le WXV 3 à Dubaï après leur victoire 33 à 11 contre la Colombie.
| 16 mars 2024 14 h | Pays-Bas | 33 - 11 (14 - 8) | Colombie                                                     | NRCA Stadium, Amsterdam env. 1 000 spectateurs Arbitre : Doriane Domenjo |
| 16 mars 2024 14 h | Essai(s) : 5 Prins (15e), Stallmann (19e), Jongerius (42e), van Nifterik (68e), Kievit (72e) Transformation(s) : 4 Metz (15e, 19e, 68e, 72e) | Rapport          | Essai(s) : 1 Mestra (12e) Pénalité(s) : 2 Arzuaga (36e, 56e) | NRCA Stadium, Amsterdam env. 1 000 spectateurs Arbitre : Doriane Domenjo |
| 16 mars 2024 14 h | | Rapport          |                                                              | NRCA Stadium, Amsterdam env. 1 000 spectateurs Arbitre : Doriane Domenjo |

À la suite de sa victoire 52 à 20, le pays de Galles est qualifié pour le WXV 2, l'Espagne pour le WXV 3.
| 29 juin 2024 16 h 35 | Pays de Galles | 52 - 20 (21 - 20) | Espagne | Arms Park, Cardiff 2 436 spectateurs Arbitre : Aurélie Groizeleau |
| 29 juin 2024 16 h 35 | Essai(s) : Callender (4e), Fleming (13e), Joyce-Butchers (36e, 56e), Cox (47e, 65e, 78e), Hesketh (72e) Transformation(s) : Bevan (4e, 13e, 36e, 47e, 56e), George (78e) Carton(s) jaune(s) : Cox (21e) | Rapport           | Essai(s) : Antolínez (25e), Pena (31e), Pérez (38e) Transformation(s) : Argudo (25e) Pénalité(s) : Argudo (22e) | Arms Park, Cardiff 2 436 spectateurs Arbitre : Aurélie Groizeleau |
| 29 juin 2024 16 h 35 | | Rapport           | | Arms Park, Cardiff 2 436 spectateurs Arbitre : Aurélie Groizeleau |

## Liste des équipes en compétition
WXV 1
- Angleterre
- France
- Irlande
- Canada
- Nouvelle-Zélande
- États-Unis

WXV 2
- Écosse
- Italie
- Pays de Galles
- Afrique du Sud
- Australie
- Japon

WXV 3
- Espagne
- Pays-Bas
- Madagascar
- Fidji
- Samoa
- Hong Kong

## Classements et résultats

### WXV 1
| Rang | Pays             | J | V | N | D | Bo | Bd | Pm  | Pe  | Diff | Pts |
| ---- | ---------------- | - | - | - | - | -- | -- | --- | --- | ---- | --- |
| 1    | Angleterre       | 3 | 3 | 0 | 0 | 2  | 0  | 131 | 64  | +67  | 14  |
| 2    | Irlande          | 3 | 2 | 0 | 1 | 2  | 0  | 63  | 62  | +1   | 10  |
| 3    | Canada           | 3 | 2 | 0 | 1 | 1  | 0  | 79  | 52  | +27  | 9   |
| 4    | Nouvelle-Zélande | 3 | 1 | 0 | 2 | 3  | 0  | 97  | 92  | +5   | 7   |
| 5    | France           | 3 | 1 | 0 | 2 | 1  | 0  | 60  | 99  | -39  | 5   |
| 6    | États-Unis       | 3 | 0 | 0 | 3 | 0  | 0  | 49  | 109 | -60  | 0   |

### WXV 2
| Rang | Pays           | J | V | N | D | Bo | Bd | Pm  | Pe | Diff | Pts |
| ---- | -------------- | - | - | - | - | -- | -- | --- | -- | ---- | --- |
| 1    | Australie      | 3 | 3 | 0 | 0 | 3  | 0  | 101 | 53 | +48  | 15  |
| 2    | Écosse         | 3 | 2 | 0 | 1 | 1  | 0  | 60  | 44 | +16  | 9   |
| 3    | Italie         | 3 | 2 | 0 | 1 | 0  | 0  | 31  | 43 | -12  | 8   |
| 4    | Afrique du Sud | 3 | 1 | 0 | 2 | 3  | 1  | 76  | 80 | -4   | 8   |
| 5    | Pays de Galles | 3 | 1 | 0 | 2 | 0  | 1  | 29  | 55 | -26  | 5   |
| 6    | Japon          | 3 | 0 | 0 | 3 | 1  | 2  | 47  | 69 | -22  | 3   |

### WXV 3
| Rang | Pays       | J | V | N | D | Bo | Bd | Pm  | Pe  | Diff | Pts |
| ---- | ---------- | - | - | - | - | -- | -- | --- | --- | ---- | --- |
| 1    | Espagne    | 3 | 3 | 0 | 0 | 1  | 0  | 113 | 8   | +105 | 13  |
| 2    | Samoa      | 3 | 2 | 1 | 0 | 2  | 0  | 99  | 40  | +59  | 12  |
| 3    | Pays-Bas   | 3 | 1 | 1 | 1 | 1  | 0  | 41  | 31  | +10  | 7   |
| 4    | Fidji      | 3 | 1 | 0 | 2 | 1  | 1  | 63  | 58  | +5   | 6   |
| 5    | Hong Kong  | 3 | 1 | 0 | 2 | 0  | 1  | 44  | 78  | -34  | 5   |
| 6    | Madagascar | 3 | 0 | 0 | 3 | 0  | 0  | 22  | 167 | -145 | 0   |

|  | Qualification pour la Coupe du monde 2025 acquise avant le WXV. |
|  | Qualification pour la Coupe du monde 2025 via le WXV.           |
|  | Élimination.                                                    |

- Le Brésil, non présent au WXV, est également qualifié.